# Velden (Vils)
Velden település Németországban, azon belül Bajorországban. Lakosainak száma 6617 fő (2023. december 31.). Velden Wurmsham, Buchbach, Dorfen, Taufkirchen, Neufraunhofen, Geisenhausen és Vilsbiburg községekkel határos.

## Népesség
A település népessége az elmúlt években az alábbi módon változott:
| Lakosok száma | 1202 | 2242 | 2382 | 4860 | 6534 | 6581 | 6548 | 6590 | 6677 | 6617 |
|               | 1875 | 1950 | 1975 | 1987 | 2012 | 2014 | 2016 | 2017 | 2021 | 2023 |